# Where She Goes
Where She Goes è un singolo del rapper portoricano Bad Bunny, pubblicato il 18 maggio 2023 come primo estratto dal quinto album in studio Nadie sabe lo que va a pasar mañana. 

## Antefatti e pubblicazione
Un mese dopo la sua collaborazione con la band statunitense Grupo Fontera, nella canzone Un x100to, il 17 maggio 2023 Bad Bunny ha annunciato l'uscita di un suo nuovo singolo che si sarebbe intitolato Where She Goes. Il giorno dopo la canzone è stata pubblicata sulle principali piattaforme musicali. Come intuibile dal titolo della canzone, nonostante il brano sia quasi interamente cantato in lingua spagnola, contiene delle parti in inglese.
Composto dallo stesso Bad Bunny e prodotto da MAG per conto dell'etichetta discografica indipendente di proprietà portoricana Rimas Entertainment, il brano è stato visto come un tentativo dell'artista di proporre la «canzone dell'estate 2023».

## Descrizione
Il brano è circoscrivibile principalmente al genere del Jersey club ma contiene influenze anche di altri generi, derivanti da musica elettronica, l'EDM, house, reggaeton, urban latino, hip-hop e dembow. La canzone ruota attorno al pensiero che Bad Bunny ha di una ragazza che aveva incontrato tempo fa, chiedendosi proprio «dove sia andata» e se mai riuscirà a rivederla.

## Video musicale
Il video musicale per accompagnare il brano è stato pubblicato in concomitanza con il rilascio del singolo, il 18 maggio 2023. Il video inizia con il cantante inquadrato in cima a una montagna. In seguito, Bad Bunny viene visto guidare una automobile per attraversare un enorme deserto ed infine cantare e ballare attorno a un falò. Nel video compaiono come cameo anche Lil Uzi Vert, Dominik Fike, Ronaldinho e Frank Ocean.

## Classifiche

### Classifiche settimanali
| Classifica (2023)   | Posizione massima |
| ------------------- | ----------------- |
| Canada              | 32                |
| Francia             | 103               |
| Irlanda             | 65                |
| Italia              | 17                |
| Panama              | 1                 |
| Stati Uniti         | 8                 |
| Stati Uniti (latin) | 2                 |
| Svizzera            | 5                 |

### Classifiche di fine anno
| Classifica (2023) | Posizione |
| ----------------- | --------- |
| Italia            | 51        |
| Portogallo        | 49        |
| Spagna            | 25        |
| Svizzera          | 80        |